# شین جه-هوان
شین جه-هوان (کره‌ای: 신재환، انگلیسی: Shin Jea-hwan؛ زادهٔ ۳ مارس ۱۹۹۸) ژیمناست هنری اهل کره جنوبی است.